# Christoph Sieber
Christoph Sieber (Wels, 9 januari 1971) is een Oostenrijks zeiler.
Sieber werd tijdens de Olympische Zomerspelen 2000 in het Australische Sydney de gouden medaille op de Mistral-zeilplank.

## Resultaten

### Olympische Zomerspelen
| Jaar | Plaats    | Resultaten |
| ---- | --------- | ---------- |
| 1992 | Barcelona | 5e Lechner |
| 2000 | Sydney    | Mistral    |

1984: Stephan van den Berg ·
1988: Bruce Kendall ·
1992: Franck David ·
1996: Nikolaos Kaklamanakis ·
2000: Christoph Sieber ·
2004: Gal Fridman ·
2008: Tom Ashley ·
2012: Dorian van Rijsselberghe ·
2016: Dorian van Rijsselberghe ·
2020: Kiran Badloe ·
2024: Tom Reuveny